# Cser Kovács Ágnes
Cser Kovács Ágnes (Szombathely, 1975. június 4. –) magyar író, irodalomtörténész, kommunikációs szakember.

## Életpályája
Magyar–olasz szakos tanár, másfél évtizeden át dolgozott szerkesztő-műsorvezetőként, később főszerkesztőként a Szombathelyi Televízióban. Műsort vezetett a Magyar Televízió Regionális Stúdiójában, külsős munkatársa volt a Duna Televíziónak, később rövid ideig az RTL Klubnak is dolgozott. Rendszeresen konferál rendezvényeken, moderál kerekasztal-beszélgetést, író-olvasó találkozót, kulturális, tudományos műsort.
Az ELTE BTK Irodalomtudományi Doktori Iskola Nyugat és kora programján végezett irodalomtörténészként. Témavezetője Kenyeres Zoltán volt. A doktori disszertációját 2011-ben védte meg.
2005 és 2015 között az ELTE Savaria Egyetemi Központ jogelődjénél volt a rektori hivatal sajtószóvivője, majd az intézmény Esztétikai, Nyelv- és Irodalomtudományi Intézetének adjunktusa. Irodalomelméleti, irodalomtörténeti stúdiumokat, kommunikációs szakmai tanegységeket oktatott, szakdolgozati konzulens volt. Négy éven át szerkesztette és írta a Vas megyei Prémium magazint. 2019 áprilisától 2021-ig a Szombathelyi Televízió kreatív igazgatója volt.
Jelenleg az iASK kutatója és kommunikációs szakértő.

## Munkái

### Regénye
- Zárvatermők kertje,[3][4][5][6][7][8][9] Budapest, Kalligram Kiadó, 2022

### Publikációi
- Szövegnyomozások, Szombathely, Savaria University Press, 2021
- A mindenség ernyőjére kivetítve: Hatvanéves az Iskola a határon, Budapest, Kortárs Kiadó, 2021
- Publikációinak jegyzéke a Magyar Tudományos Művek Tárában[10]